# تفاف طري
التِفاف الطري  أو التِفاف الواهي نوع نباتي يتبع جنس التِفاف من الفصيلة النجمية.

## البيئة والانتشار
موطنه مناطق الوطن العربي المتوسطية وأوروبا، ولكنه انتشر في كل أنحاء العالم.

## الوصف النباتي
نبات عشبي معمر.

## مرادفات للاسم العلمي
- (باللاتينية: Sonchus dianae Willk.)
- (باللاتينية: Sonchus italicus Spreng.)
- (باللاتينية: Sonchus pectinatus DC.)
- (باللاتينية: Sonchus perennis (Lange) A. W. Hill)
- (باللاتينية: Sonchus septenensis Gand.)
- (باللاتينية: Sonchus zollikoferioides Rouy)
- (باللاتينية: Sonchus tenerrimus subsp. perennis (Lange) H. Lindb.)
- (باللاتينية: Sonchus tenerrimus var. arborescens Ball)
- (باللاتينية: Sonchus tenerrimus var. perennis Lange)